# Heinrich August Ferdinand Thilo
Heinrich August Ferdinand Thilo (* 20. Februar 1807 in Breslau; † 8. April 1882 in Münsterberg) war ein deutscher Jurist und Politiker.

## Leben
Thilo studierte nach dem Besuch des Maria-Magdalena-Gymnasiums in Breslau Rechtswissenschaften. Während seines Studiums wurde er 1828 Mitglied der Alten Breslauer Burschenschaft Arminia. 1842 bis 1850 war er Kreissekretär beim Landratsamt des Kreises Münsterberg. 1848 wurde er zum Stellvertretenden Abgeordneten für die Preußische Verfassungsgebende Versammlung gewählt und war für mehrere Wochen in Vertretung des ersten Abgeordneten im Parlament tätig. 1850 wurde er vorläufiger Bürgermeister von Münsterberg, 1853 gewählter Bürgermeister. 1881 ging er in den Ruhestand.